# Marek Dupniza
Marek Dupniza ist ein professioneller Fußballverein aus Dupniza in Bulgarien. Der Verein entstand 1947 aus der Vereinigung von vier lokalen Vereinen – Slawia, Lewski, ZhSK und Athletic. „Marek“ war ein Pseudonym von Stanke Dimitrow, einem bulgarischen Kommunisten, nach dem 1948 bis 1992 auch die Stadt benannt war.
Der bisher größte Erfolg ist der Gewinn des bulgarischen Pokals 1978.
Das Heimstadion fasst 16.050 Zuschauer und steht in Bontschuk. Die Farben des Vereins sind rot, weiß und blau.

## Vereinsänderungen
- 1919 – Slawia Dupniza
- 1920 – Lewski Dupniza
- 1921 – Athletic Dupniza
- 1922 – ZhSK Dupniza
- 1923 – Pobeda Dupniza
- 1924 – BP '24 Dupniza
- 192? – Pobeda Botew Dupniza
- 193? – Wihar Dupniza
- 193? – Raswiti Dupniza
- 193? – Musala Dupniza
- 194? – Law Dupniza
- 1947 – DFS Marek Stanke Dimitrow
- 1949 – DSO Tscherweno sname Stanke Dimitrow
- 1953 – DSO Lokomotiv Stanke Dimitrow
- 1953 – DSO Dinamo Stanke Dimitrow
- 1954 – DSO Spartak Stanke Dimitrow
- 1955 – DSO Septrmwri Stanke Dimitrow
- 1956 – DFS Marek Stanke Dimitrow
- 1986 – Rila Stanke Dimitrow
- 1989 – FK Marek Stanke Dimitrow
- 1992 – FK Marek Dupniza
- 1993 – FK Dupniza
- 1994 – PFK Marek Dupniza
- 2010 – FK Marek 2010 Dupniza

## Europapokalbilanz
| Saison  | Wettbewerb                  | Runde    | Gegner                      | Gesamt | Hin     | Rück          |
| ------- | --------------------------- | -------- | --------------------------- | ------ | ------- | ------------- |
| 1977/78 | UEFA-Pokal                  | 1. Runde | Ferencvaros Budapest        | 3:2    | 3:0 (H) | 0:2 (A)       |
| 1977/78 | UEFA-Pokal                  | 2. Runde | FC Bayern München           | 2:3    | 0:3 (A) | 2:0 (H)       |
| 1978/79 | Europapokal der Pokalsieger | 1. Runde | FC Aberdeen                 | 3:5    | 3:2 (H) | 0:3 (A)       |
| 2002    | UEFA Intertoto Cup          | 1. Runde | Caersws FC                  | 3:1    | 2:0 (H) | 1:1 (A)       |
| 2002    | UEFA Intertoto Cup          | 2. Runde | FC Ashdod                   | 2:1    | 1:1 (A) | 1:0 (H)       |
| 2002    | UEFA Intertoto Cup          | 3. Runde | NK Slaven Belupo Koprivnica | 1:6    | 0:3 (H) | 1:3 (A)       |
| 2003    | UEFA Intertoto Cup          | 1. Runde | Videoton FC                 | 5:4    | 2:2 (A) | 3:2 n. V. (H) |
| 2003    | UEFA Intertoto Cup          | 2. Runde | VfL Wolfsburg               | 1:3    | 1:1 (H) | 0:2 (A)       |
| 2004    | UEFA Intertoto Cup          | 1. Runde | FC Dila Gori                | 2:0    | 0:0 (H) | 2:0 (A)       |
| 2004    | UEFA Intertoto Cup          | 2. Runde | KRC Genk                    | 1:5    | 1:2 (A) | 00:3 (H) 1    |

Gesamtbilanz: 20 Spiele, 7 Siege, 5 Unentschieden, 8 Niederlagen, 23:30 Tore (Tordifferenz −7)